# Sejm Rzeczypospolitej Polskiej I kadencji (1922–1927)
Sejm I kadencji (1922–1927) to niższa izba parlamentu wybrana 5 listopada 1922. 

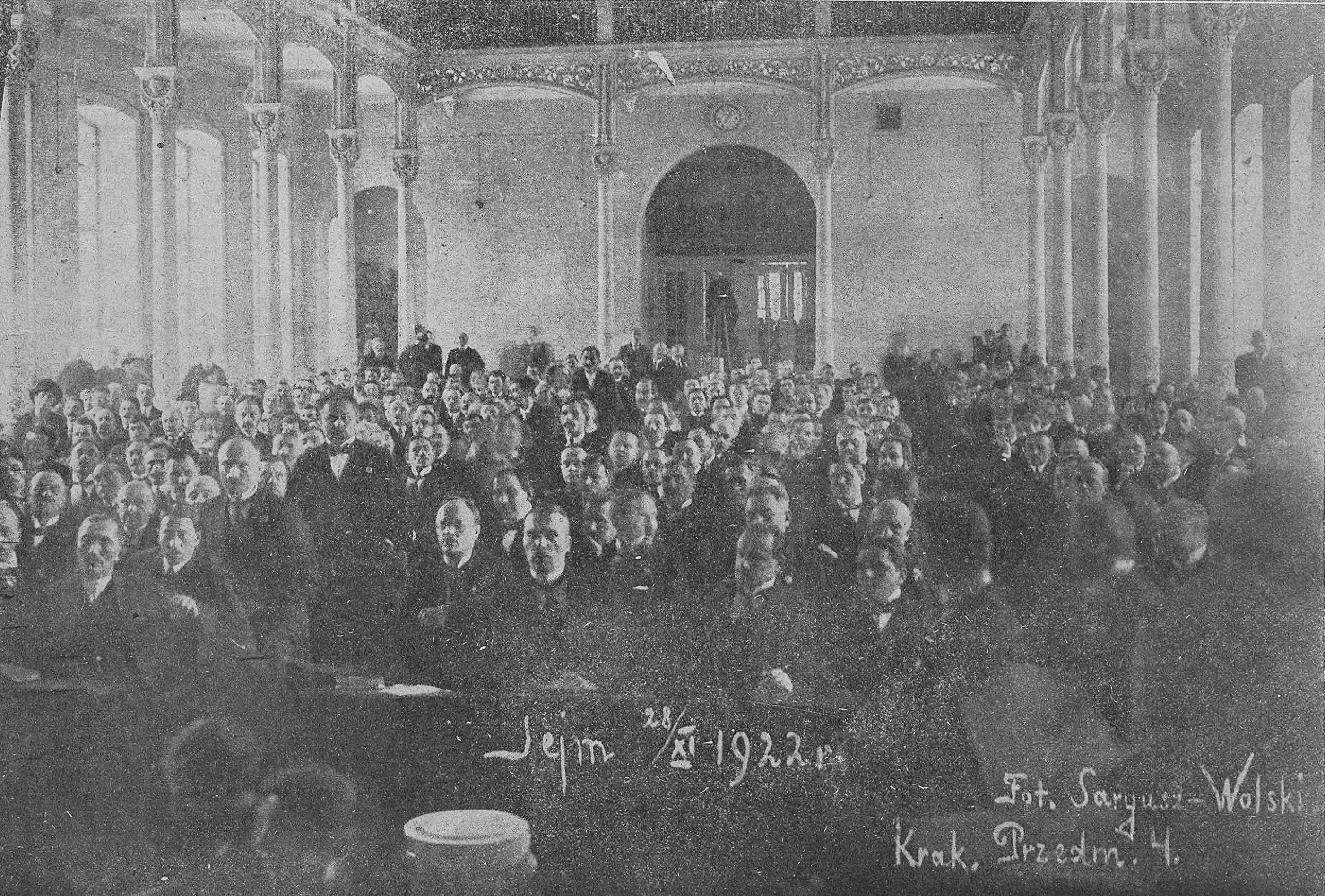
Pierwsze posiedzenie Sejmu RP 28 listopada 1922

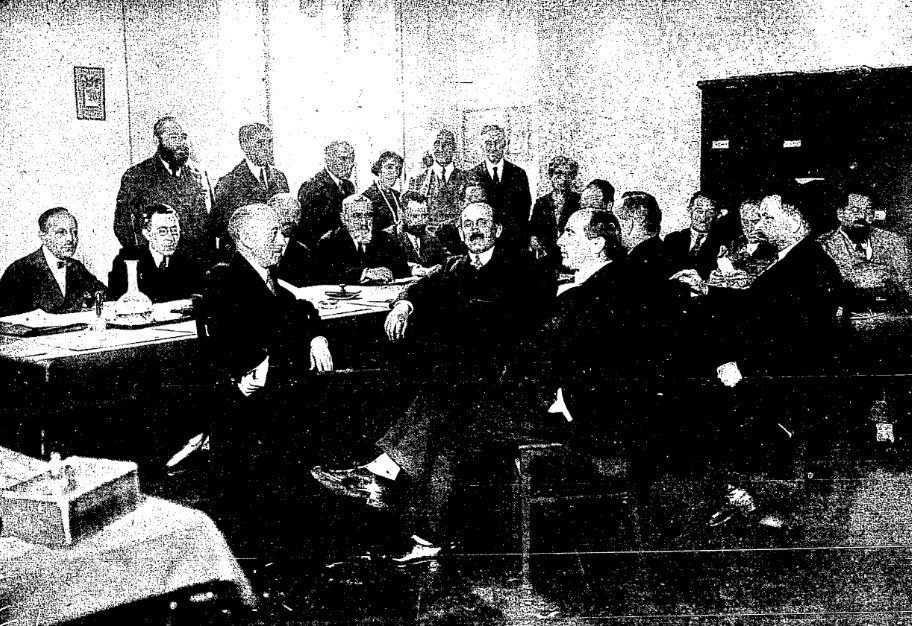
Żydowskie Koło Parlamentarne z czasów Sejmu I kadencji

Sejm I kadencji został wyłoniony w drodze demokratycznych wyborów pięcioprzymiotnikowych (bezpośrednich, powszechnych, równych, proporcjonalnych, w głosowaniu tajnym) przeprowadzonych na podstawie Konstytucji uchwalonej przez Sejm Ustawodawczy.
Pierwsze posiedzenie odbyło się 28 listopada 1922.
Marszałkiem Sejmu I kadencji był Maciej Rataj. 
Sejm I kadencji wybrał wraz z Senatem I kadencji jako Zgromadzenie Narodowe trzech Prezydentów RP: 
- 9 grudnia 1922 – prof. Gabriela Narutowicza,
- 20 grudnia 1922 – prof. Stanisława Wojciechowskiego,
- 1 czerwca 1926 – prof. Ignacego Mościckiego.

## Wyniki przeprowadzonych 5 listopada 1922 wyborów do Sejmu I kadencji (1922–1927)
| Klub                                                             | przewodniczący Klubu | Liczba głosów (w tys.) | Mandaty poselskie |
| ---------------------------------------------------------------- | -------------------- | ---------------------- | ----------------- |
| Chrześcijański Związek Jedności Narodowej                        | Wojciech Korfanty    | 2 789                  | 169               |
| Blok Mniejszości Narodowych                                      | Izaak Grünbaum       | 1 398                  | 66                |
| Polskie Stronnictwo Ludowe „Piast”                               | Wincenty Witos       | 1 148                  | 70                |
| Polskie Stronnictwo Ludowe „Wyzwolenie”                          | Stanisław Thugutt    | 947                    | 49                |
| Polska Partia Socjalistyczna                                     | Ignacy Daszyński     | 907                    | 41                |
| Narodowa Partia Robotnicza                                       | Karol Popiel         | 473                    | 18                |
| Zjednoczone Stronnictwa Narodowo-Żydowskie Małopolski Wschodniej | Emil Sommerstein     | 169                    | 15                |
| Polskie Stronnictwo Ludowe – Lewica                              |                      | 127                    | 4                 |
| Związek Proletariatu Miast i Wsi                                 |                      | 122                    | 2                 |
| Związek Narodowo-Żydowski Zachodniej Małopolski                  |                      | 87                     | 2                 |
| Chliboroby - Rusini                                              |                      | 81                     | 5                 |
| Ogólnożydowski Związek Robotniczy w Polsce – Bund                |                      | 81                     | 0                 |
| Polskie Stronnictwo Ludowe – Grupa Stapińskiego                  | Jan Stapiński        | 60                     | 2                 |
| Żydowski Demokratyczny Blok Ludowy                               | Nouch Pryłucki       | 51                     | 1                 |
| inne                                                             |                      | 308                    | 0                 |
| Razem                                                            |                      | 8 748                  | 444               |

Sejm I kadencji rozwiązany został 27 listopada 1927.
Następny sejm, Sejm II kadencji utworzony został w wyniku wyborów przeprowadzonych w Polsce 4 marca 1928.

## Prezydium klubów

### Związek Ludowo-Narodowy[3]
Prezes: Stanisław Głąbiński (polityk), Wiceprezes 1. Marian Seyda 2. Jan Harusewicz, zastępcy wiceprezes: Konstanty Kowalewski, Władysław Kucharski (minister), Zarząd: Gabriela Balicka, Chełmoński, Gościcki, Kazimierz Lutosławski, Szebeko, Wierczak, Załuska, Zamorski

### Polskie Stronnictwo Ludowe "Piast"
Prezes: Wincenty Witos, wiceprezesi: Stanisław Biały, Jan Bryl, Dr. Władysław Kiernik, Andrzej Pluta, Komisja parlament.: Józef Bednarczyk, Paweł Bobek, Dr. Józef Buzek, Jan Dębski, Alfons Erdman, Bronisław Krzyżanowski, Jan Nawrocki, Stanisław Osiecki, Władysław Ostrowski, Jakób Pawłowski, Andrzej Średniawski

### Polskie Stronnictwo Ludowe "Wyzwolenie"
Prezes: Stanisław Thugutt, wiceprezesi: Dr. Józef Putek, Eustachy Rudziński, sekretarze: Kazimierz Bagiński, Sylwester Wojewódzki, komisja parlament.: Wincenty Baranowski, Dr. Kazimierz Bartel, Ludwik Chomiński, Jan Ledwoch, Wacław Łypacewicz, Maksymilian Malinowski, Tadeusz Niedzielski, Julian Poniatowski, Jan Smoła

### Narodowe Chrześcijańskie Stronnictwo Pracy
Prezes: Józef Chaciński, wiceprezesi: Edmund Bigoński, Ludomił Czerniewski, Karol Holeksa, sekretarze: Albin Nowicki, Paweł Romocki, skarbnik: Michał Kwiatkowski, komisja parlamentarna: prezes, wiceprezesi, Tadeusz Błażejewicz, Wacław Bitner, Wojciech Korfanty

### Związek Parlamentarny Polskich Socjalistów
Prezes: Norbert Barlicki, wiceprezesi: Jędrzej Moraczewski, Stanisław Posner, sekretarz: Zygmunt Piotrowski, zastępca sekretarza: Julian Smulikowski, gospodarz: Antoni Pączek, komisja parlamentarna: Kazimierz Czapiński, Ignacy Daszyński, Dr. Herman Diamand, Dr. Stefan Kopciński, Dr. Herman Lieberman, Mieczysław Niedziałkowski, Dr. Feliks Perl, Kazimierz Pużak, Zygmunt Żuławski.

### Koło Żydowskie w Sejmie Rz. Pol.
Heszel Farbstein, Izaak Grünbaum, Dr. Bernard Hausner, Eliasz Kirszbraun, Dr. Henryk Rosmarin, Dr. Adolf Silberschein, Dr. Abraham Thon Ozjasz

### Klub Chrześcijańsko-Narodowy
Prezes: Edward Dubanowicz, wiceprezesi: Alfred Chłapowski, Franciszek Maślanka, Dr. Stanisław Stroński

### Klub Ukraiński
Prezes: Antin Wasyńczuk, wiceprezes: Samuel Podhirski, Mikołaj Pirogow, sekretarz: Jakób Wojtiuk

### Narodowa Partia Robotnicza
Prezes: Stanisław Wachowiak, wiceprezesi: Antoni Banaszak, Adam Chądzyński, sekretarze: Marcin Milczyński, Stanisław Piecha

### Zjednoczenie Posłów Niemieckich
Prezes: Eugeniusz Naumann, wiceprezesi: ks. Józef Klinke, Józef Spiekerman, August Utta.

### Klub Białoruski
Prezes: Bronisław Taraszkiewicz, wiceprezesi: Sergiusz Baranow, Adam Stankiewicz, sekretarz: Antoni Owsianik, członek prezydium: Wieczysław Bogdanowicz.

## Komisje

### Lista komisji[3]
| nazwa                                   | przewodniczący                 | klub                                            |
| --------------------------------------- | ------------------------------ | ----------------------------------------------- |
| Administracyjna                         | Stanisław August Thugutt       | Polskie Stronnictwo Ludowe „Wyzwolenie”         |
| Budżetowa                               | Stanisław Głąbiński (polityk)  | Związek Ludowo-Narodowy                         |
| Komunikacyjna                           | Kazimierz Bartel               | Polskie Stronnictwo Ludowe „Wyzwolenie”         |
| Konstytucyjna                           | Kazimierz Lutosławski          | Związek Ludowo-Narodowy                         |
| Morska                                  | Antoni Anusz                   | Polskie Stronnictwo Ludowe „Wyzwolenie”         |
| Ochrony pracy                           | Aleksander Wóycicki            | Polskie Stronnictwo Chrześcijańskiej Demokracji |
| Odbudowy kraju                          | Jan Bryl                       | Polskie Stronnictwo Ludowe „Piast” (1913–1931)  |
| Opieki społecznej i inwalidzka          | Edmund Bigoński                | Polskie Stronnictwo Chrześcijańskiej Demokracji |
| Oświatowa                               | Stefan Sołtyk                  | Związek Ludowo-Narodowy                         |
| Petycyjna                               | Józef Skrzypa                  | Klub Ukraiński                                  |
| Prawnicza                               | Zygmunt Marek                  | Polska Partia Socjalistyczna                    |
| Przemysłowo-handlowa                    | Andrzej Wierzbicki (polityk)   | Związek Ludowo-Narodowy                         |
| Regulaminowa i nietykalności poselskiej | Zygmunt Rabski                 | Narodowa Partia Robotnicza                      |
| Robót publicznych                       | Władysław Kucharski (minister) | Związek Ludowo-Narodowy                         |
| Rolna                                   | Tomasz Wilkoński               | Polskie Stronnictwo Ludowe „Piast” (1913–1931)  |
| Skarbowa                                | Stanisław Osiecki              | Polskie Stronnictwo Ludowe „Piast” (1913–1931)  |
| do walki z drożyzną                     | Tomasz Arciszewski             | Polska Partia Socjalistyczna                    |
| Wojskowa                                | Czesław Mączyński              | Klub Chrześcijańsko-Narodowy                    |
| Spraw zagranicznych                     | Jan Dąbski                     | Polskie Stronnictwo Ludowe „Piast” (1913–1931)  |
| Zdrowia publicznego                     | Salomon Weinzieher             | Bezpartyjny                                     |

Poznań : Wielkopolska Księg. Nakł. K. Rzepeckiego
Data publikacji
1923